# Rhizedra pilicornis
Rhizedra pilicornis är en fjärilsart som beskrevs av Adrian Hardy Haworth 1812. Rhizedra pilicornis ingår i släktet Rhizedra och familjen nattflyn. Inga underarter finns listade.